# Супоневы
Супо́невы — древний дворянский род, выводивший в XVIII веке своё происхождения от баснословного Генриха Супона, выехавшего якобы из Пруссии к великому князю Дмитрию Иоанновичу Донскому и принявшего крещение с именем Остафия.
Многие Супоневы были воеводами; Григорий Семёнович Супонев был думным дворянином (1690), Кирилл Осипович Супонев — воеводой на Лене (1644—1645). Генерал-майор Авдий Николаевич был владимирским губернатором (1813—1816).
Род Супоневых внесён в VI ч. дворянских родословных книг Московской, Смоленской и Ярославской губерний. Семейству Авдия Супонева принадлежала усадьба Григорьевское напротив Углича.Также, Красная усадьба и имение Долгое .